# Kirkebro Station
Kirkebro trinbræt var et stoppested på Odense-Kerteminde-Martofte Jernbane. Banen blev anlagt omkring århundredeskiftet men gik da kun til Dalby. Forlængelsen til Martofte, der inkluderede stoppestedet ved Stubberup, åbnedes den 25. februar 1914.
Stoppestedet lå ved landsbyen Stubberups sydlige ende. Det bestod af en grusbelagt platform samt et venteskur af træ med vinduer og skydedør. Venteskuret var malet grønt. Trods nærheden til landsbyen samt godset Scheelenborg ca. 1 km vest for banen gav trinbrættet aldrig anledning til nævneværdig trafik.
Banen og trinbrættet blev nedlagt den 31. marts 1966.